# Gustav Bachmann
Gustav Bachmann (ur. 13 lipca 1860 w Cammin, zm. 30 sierpnia 1943 w Kilonii) - niemiecki oficer Kaiserliche Marine w stopniu admirała, uczestnik I wojny światowej.

Admirał Bachmann wizytujący załogę okrętu SMS "Wolf". Rok 1918.

## Żydiorys
DO Cesarskiej Marynarki Wojennej wstąpił w 1877 roku. Uczestniczył w rejsach szkoleniowych do Afryki i Australii. W latach 1901-1903 pełnił funkcję szefa sztabu Eskadry Wschodnioazjatyckiej. W 1907 roku przydzielony do Reichsmarineamt, gdzie objął stanowisko szefa Wydziału Centralnego i podlegał bezpośrednio admirałowi Afredowi von Tirpitzowi. Trzy lata później, już w stopniu kontradmirała, przeniesiony na stanowisko dowódcy eskadry rozpoznawczej Hochseeflotte. 5 września 1911 roku awansowany do stopnia wiceadmirała. Po wybuchu I wojny światowej przydzielony do Wielkiej Kwatery Głównej cesarza Wilhelma II. Od 2 lutego roku pełnił funkcję szefa sztabu admiralicji. 22 marca 1915 roku awansowany do stopnia admirała. Sprzeciwiał się rozpoczęciu nieograniczonej wojny podwodnej, w wyniku czego popadł w konflikt z kanclerzem Theobaldem von Bethmann Hollweg. 3 września 1915 roku został zdymisjonowany z zajmowanego stanowiska i został dowódcą bazy marynarki morza bałtyckiego. Funkcję tę pełnił do końca wojny.

## Odznaczenia
Odznaczenia admirała von Bachmana to między innymi:
- Order Orła Czerwonego I klasy z liśćmi dębu i mieczami na wstędze wojennej (Prusy)
- Order Orła Czerwonego II klasy z liśćmi dębu i gwiazdą (Prusy)
- Order Królewski Korony II klasy z gwiazdą (Prusy)
- Kawaler Orderu Hohenzollernów (Prusy)
- Krzyż Żelazny I klasy (Prusy)
- Odznaka za Służbę Wojskową (Prusy)
- Krzyż Wielki I klasy Orderu Zasługi Wojskowej z mieczami (Bawaria)
- Hamburski Krzyż Hanzeatycki (Hamburg)
- Krzyż Zasługi Wojskowej I klasy (Meklemburgia)
- Wielki Komandor Orderu Domowego i Zasługi Księcia Piotra Fryderyka Ludwika (Oldenburg)
- Krzyż Fryderyka Augusta I klasy (Oldenburg)
- Krzyż Wielki Orderu Alberta z mieczami i złotą gwiazdą (Saksonia)
- Komandor I klasy Orderu Ernestyńskiego (Saksonia)
- Krzyż Zasługi Orderu Domowego Schaumburg-Lippe III klasy (Schaumburg-Lippe)
- Krzyż Wielki Orderu Fryderyka z mieczami (Wirtembergia)
- Złota i Srebrna Gwiazda Orderu Świętego Skarbu (Japonia)
- Oficer Orderu Świętych Maurycego i Łazarza (Włochy)
- Krzyż Wielki Orderu Franciszka Józefa (Austro-Węgry)
- Wielki Oficer Orderu Korony Rumunii (Rumunia)
- Order Świętego Stanisława II klasy z brylantami (Imperium Rosyjskie)